# Campionato di calcio della Repubblica Socialista Sovietica d'Estonia 1959
Il Campionato di calcio della Repubblica Socialista Sovietica d'Estonia 1959 è stata la massima divisione del campionato estone ed era un campionato regionale sovietico. La vittoria finale andò al Kalev Ülemiste che vinse il terzo titolo (peraltro consecutivo) della sua storia. Il Kalev Ülemiste vinse anche la coppa estone, realizzando un double, il secondo consecutivo.

## Formula
Era formato da dieci squadre: ogni formazione si incontrava le altre in gironi di andata e ritorno, per un totale di 18 incontri. Erano previsti due punti per la vittoria e uno per il pareggio.

## Classifica finale
|                       | Pos. | Squadra             | Pt | G  | V  | N | P  | GF | GS | DR  |
| --------------------- | ---- | ------------------- | -- | -- | -- | - | -- | -- | -- | --- |
| RSS Estone (bandiera) | 1.   | Kalev Ülemiste      | 30 | 18 | 14 | 2 | 2  | 55 | 14 | +41 |
|                       | 2.   | BLTSK               | 26 | 18 | 12 | 2 | 4  | 59 | 17 | +42 |
|                       | 3.   | Punane Koit Tallinn | 25 | 18 | 12 | 1 | 5  | 33 | 24 | +9  |
|                       | 4.   | Kalev Narva         | 20 | 18 | 9  | 2 | 7  | 28 | 29 | -1  |
|                       | 5.   | Kalev Pärnu         | 19 | 18 | 8  | 3 | 7  | 36 | 29 | +7  |
|                       | 6.   | Norma Tallinn       | 18 | 18 | 7  | 4 | 7  | 29 | 25 | +4  |
|                       | 7.   | Kalev Rakvere       | 16 | 18 | 6  | 4 | 8  | 22 | 27 | -5  |
|                       | 8.   | Dünamo Tartu        | 13 | 18 | 4  | 5 | 9  | 26 | 44 | -18 |
|                       | 9.   | PK Kohtla-Järve     | 9  | 18 | 3  | 3 | 12 | 20 | 37 | -17 |
|                       | 10.  | Kalev Viljandi      | 4  | 18 | 2  | 0 | 16 | 11 | 73 | -62 |